# De familie Snoek
De familie Snoek is een gagstrip van Willy Vandersteen. De eerste reeks liep van 1945 tot 1954. De serie werd jaren later hervat met nieuwe gags die van 1965 tot 1972 gepubliceerd werden.

## Concept
De grappen draaien rond een Vlaamse familie bestaande uit de volgende leden:
- Leonard Snoek, de wat naïeve vader die meestal onbedoeld in allerlei gênante of pijnlijke situaties verzeild raakt.
- Marie, zijn vrouw
- Gaby, zijn dochter, die later in de reeks huwt met Stan Steur. Stan is de buurman van de familie en is striptekenaar van beroep. Hij is een karikatuur van Willy Vandersteen zelf.  Het koppel kreeg later een tweeling genaamd Petrus en Maria, maar afgekort tot Pietje en Mietje.
- Sloeber, zijn inventieve zoon.
- Albert, Leonards steenrijke broer uit Amerika
- Krab, Snoeks onuitstaanbare buurman die net als Jerom in telegramstijl praat.

## Geschiedenis
De strip werd iedere zaterdag voorgepubliceerd in de kranten De Nieuwe Standaard (22 december 1945 - 1947) en De Standaard (3 mei 1947 - 9 januari 1954). In totaal verschenen er 399 gags.
Een aantal van deze gags werden uitgegeven in een eerste reeks van 11 albums tussen 1946 en 1954. In 1957 verschenen 5 albums met een verzameling van gags uit de eerste reeks.
Van 16 april 1965 tot 5 juni 1969 verscheen een nieuwe reeks gags in Pats, de kinderbijlage van De Standaard. Hierna verschenen er gags in het weekblad TV Ekspres van 14 juni 1969 tot en met 4 maart 1972.
Van deze nieuwe gags werden ook een 7-tal albums uitgebracht in een tweede reeks van 1966 tot en met 1969.

## Trivia
- Tante Sidonia is in één gag de meter van Pietje en Mietje Snoek.
- In het Suske en Wiskealbum Het eiland Amoras is de familie Snoek te zien in de menigte om Suske en Wiske terug te verwelkomen in België.
  - In dezelfde reeks, in het album De witte uil wil Arthur (de broer van Lambik) als laatste wens graag een album van de familie Snoek lezen. In de oorspronkelijke versie vroeg Arthur echter of hij een exemplaar van 't Pallieterke mocht lezen?
  - Aan het einde van Prinses Zagemeel juicht de Familie Snoek wanneer ze de gyronef zien overvliegen: "Marie, het wordt zomer! Suske en Wiske keren terug uit de warme landen."
  - In De snorrende snor komen Suske, Wiske en De Snor Gaby tegen, de dochter van Leonard Snoek. Ze lenen haar kinderwagen.
- In het album Kiekebanus door Merho, Willy Linthout en Urbanus zit Leonard Snoek in een grote fles formol, als deel van een verzameling stripfiguren van een gestoorde stripfanaat.